# 평양외국어대학
평양외국어대학(平壤外國語大學)은 조선민주주의인민공화국 평양직할시 대성구역 룡흥 3동에 있는 5년제 외국어 대학으로 김일성종합대학과 서로 마주 보이는 장소에 있다.

## 상세
1949년 11월 15일 김일성종합대학 내의 로어대학(露語大學)으로 발족했다가 1961년 평양외국어대학으로 분리되어 단일 대학으로 승격했다. 입학은 혁명유자녀, 영예군인 자녀 등 출신성분이 좋은 사람들에게 우선권이 주어진다. 또한 고등중학교 과정의 외국어학원 출신들이 진학하는 경우도 많다. 외국어 학원은 대한민국의 외국어고등학교와 유사하다.
외국어 학부는 5개가 있는데, 현재는 21개 국어를 가르치고 있다. 학생 수는 2,000명이다. 졸업하면 외국어 전문가 자격이 부여되며, 외국 유학의 우선권이 주어지고 졸업생들은 조선로동당 국제부, 외무성, 대외문화연락위원회 등에 배치된다.
현재 이 대학에서는 김일성 주석의 탄생 100주년이 되는 2012년을 목표로 여러 사업을 펼치고 있다. 이에 따라 2012년부터는 일반과목, 기초과목들도 100% 외국어로 강의하게 된다. 그리고 대학교육의 정보화수준을 높여 2010년부터는 전국을 대상으로 외국어원격교육을 실시하게 된다.
평양외국어대학 학장 박성진은 "교육의 질을 높이고 대학이 내건 목표를 달성하자면 우선 교직원들이 분발해야 한다. 지금 모든 현직교원들이 학위학직소유자로 되기 위한 노력을 기울이고있다" 고 말하였다.
현재 학장은 박성진이며, 평양외국어대학 출신이다.

## 학부
이 대학은 영어, 러시아어, 중국어, 일본어 학생들을 위한 별도의 대학을 가지고 있다; 소위 "인종 언어 대학"은 프랑스어, 스페인어, 아랍어, 태국어, 우르두어, 크메르어, 그리고 2007년 7월 새로이 추가된 폴란드어와 이탈리아어를 포함한 18개 언어로 교육을 제공한다.
PUFS에서는 총 22개의 언어를 가르치며, 이들은 중국어, 러시아어, 일본어, 헝가리어, 아랍어, 말레이어, 크메르어, 태국어, 라오스어, 페르시아어, 힌디어, 우르두어, 영어, 독일어, 불가리아어, 체코어, 폴란드어, 프랑스어, 이탈리아어, 포르투갈어, 루마니아어, 스페인어이다.

## 같이 보기
- 조선민주주의인민공화국의 대학 목록